# David Burt
Edward David Burt, né le 23 novembre 1978, est un homme politique bermudien. Il est Premier ministre des Bermudes depuis le 19 juillet 2017. Âgé de 39 ans lors de sa prise de fonction, il est le plus jeune Premier ministre du territoire.

## Biographie
Edward David Burt naît aux Bermudes en 1978. Sa mère, Merlin, est originaire de la Jamaïque, tandis que son père, Gerald, est bermudien. David Burt fréquente l'université George-Washington à Washington, avec une double spécialisation en finance et en systèmes d'information, et obtient une maîtrise en développement de systèmes d'information. Pendant son séjour à l'université George-Washington, il est président de l'association des étudiants. Il obtient la certification Project Management Professional en 2009. Il est également titulaire d'une licence de pilote privé.
En octobre 2006, à l'âge de 28 ans, Burt est élu chef du Parti travailliste progressiste, poste qu'il occupe jusqu'en octobre 2009. En 2010, il est nommé au Sénat des Bermudes et se voit confier divers portefeuilles, dont ceux de ministre adjoint des Finances et de ministre adjoint de l'Environnement, de la Planification et de la Stratégie d'infrastructure. Il est élu député à l'Assemblée des Bermudes pour la circonscription de Pembroke West Central en 2012, puis réélu avec des majorités accrues en 2017 et 2020. Burt est chef de l'opposition à partir du 4 novembre 2016. 
Il conduit son parti à la victoire aux élections législatives le 18 juillet 2017 et devient Premier ministre le lendemain. Il est reconduit dans ses fonctions après les élections de 2020 et de 2025.